# Temple of the Dog
Temple of the Dog — американський гранж-гурт з Сіетлу, яка існувала в період з 1990 по 1992 рік

## Історія
Проєкт був задуманий лідером Soundgarden Крісом Корнеллом як данина поваги покійному другу — вокалісту Mother Love Bone Ендрю Вуда, який помер від передозування героїну 19 березня 1990 року. Окрім Корнелла, в склад Temple of the Dog ввійшли колишні учасники Mother Love Bone Стоун Ґоссард й Джеф Амент, музиканти їх нового гурту Pearl Jam Майк Маккріді и Едді Веддер, а також ще один учасник Soundgarden Метт Кемерон. В якості назви був обраний образ із пісні Mother Love Bone «Man of Golden Words» («Seems I've been living in the temple of the dog. Where would I live, if I were a man of golden words? And would I live, at all?»).
Гурт випустив всього один альбом — Temple of the Dog, записаний за 15 днів, в період з листопада по грудень 1990 року. В нього ввійшли обробки старого невикористаного матеріалу Корнелла, Ґоссарда, Амента і Кемерона; ядро платівки композиція «Say Hello 2 Heaven», написана Корнеллом на честь покійного. Диск був випущений лейблом A&M Records 16 квітня 1991 року, після чого музиканти повернулись до своїх основних проєктів — Soundgarden й Pearl Jam.
Початкові продажі Temple of the Dog склали 70 000 екземплярів й різко зросли після виходу альбомів Pearl Jam й Soundgarden Ten й Badmotorfinger в серпні і жовтні відповідно. До вересня-жовтня 1992 року альбом отримав платинову сертифікацію від Американської та Канадської асоціацій звукозаписуючих компаній. Реакція критиків на запис була переважно позитивною, наприклад, рецензент Rolling Stone Девід Фріке написав, що Temple of the Dog «заслуговує безсмертя». Самі музиканти також залишилися задоволені роботою, зокрема, Кріс Корнелл з упевненістю заявив, що «Ендрю це дійсно сподобалося б».

## Учасники
- Кріс Корнелл — вокал, губна гармоніка, банджо
- Майк Маккріді — соло-гітара
- Стоун Ґоссард — ритм-гітара, слайд-гітара
- Джефф Амент — бас-гітара
- Метт Кемерон — ударні, перкусія
- Едді Веддер — бек-вокал

## Дискографія
| 1991   | Temple of the Dog - Дата виходу: 16 квітня 1991 | —  | 11 | —  | 5 | - CA: Платиновий - Flag of the United States.svg\|borderUS: Платиновий |
| Сингли |                                                 |    |    |    |   |                                                                        |
| 1991   | «Hunger Strike»                                 | 51 | 50 | 47 | 4 | —                                                                      |
| 1991   | «Say Hello 2 Heaven»                            | —  | —  | —  | 5 | —                                                                      |
| 1991   | «Pushin Forward Back»                           | —  | —  | —  | — | —                                                                      |